# Fastidi
Fastidi, en llatí Fastidius, fou un bisbe de Britània, deixeble de Pelagi (heresiarca), que Gennadi de Marsella situa en el temps entre Ciril I d'Alexandria i Teodot d'Ancira (vers 400-450). Va escriure un tractat titulat De Vita Christiana, que es conserva, i que havia estat atribuït a Agustí d'Hipona o a algun escriptor desconegut fins al 1663. Gennadi li atribueix un altre llibre, De Viduitate Servanda, que podria ser una part de l'anterior, ja que un capítol d'aquella obra es titula De Triplici Viduitale. Alguns pensen que en realitat les obres foren escrites per Pelagi.